# 侯世祿
侯世禄（？—1643年），榆林人，明朝末年将领。
侯世禄凭借世袭官职累积战功升至凉州副总兵。辽东战事紧急时，朝廷下诏提拔他为总兵官，率军赶赴支援。侯世禄勇敢精悍，被经略熊廷弼赏识。到袁应泰接替熊廷弼时，也倚重信任他。天启元年（1621年），袁应泰计划收复抚顺、清河，命侯世禄与姜弼、梁仲善各率一万士兵驻守清河。军队尚未出发，辽阳就已被后金军攻陷，梁仲善阵亡，侯世禄、姜弼都身负重伤，突围而出。侯世禄因伤势过重，朝廷命他立功赎罪。不久后，他被起用为固原总兵官。天启六年（1626年），因军政考核被指有过失而罢官。第二年，宁远、锦州告急，朝廷命他率领家丁赶赴山海关听候调遣，随即又令他出守前屯。刚到任，又被命令以原官镇守山海关。崇祯元年（1628年），侯世禄调任宣府总兵。第二年冬天，京师戒严，他率军入京护卫。军队两次溃散，侯世禄受伤，部下士兵劫掠民间，逃回宣府。事情上报后，他本应被判重罪，但因最先赶来保卫京城，得以减罪流放戍边。崇祯九年（1636年）八月，清军再次骚扰京师，他率领子弟参军，因功免除戍边，返回故乡。朝中大臣多次推荐他，最终却未被复用。崇祯十六年（1643年），李自成围攻榆林，侯世禄与儿子侯拱极坚守新添门。城被攻陷后，父子二人被俘，都因不屈而死。